# Того на летних Олимпийских играх 2008
Того приняло участие в летних Олимпийских играх 2008 года, отправив 4 спортсменов в 4 видах спорта: дзюдо, гребле на байдарках и каноэ, лёгкой атлетике и теннисе.
По итогам соревнований Бенжамен Букпети завоевал бронзовую медаль в слаломе на байдарке-одиночке, которая стала первой за историю выступлений страны на Олимпийских играх.

### 

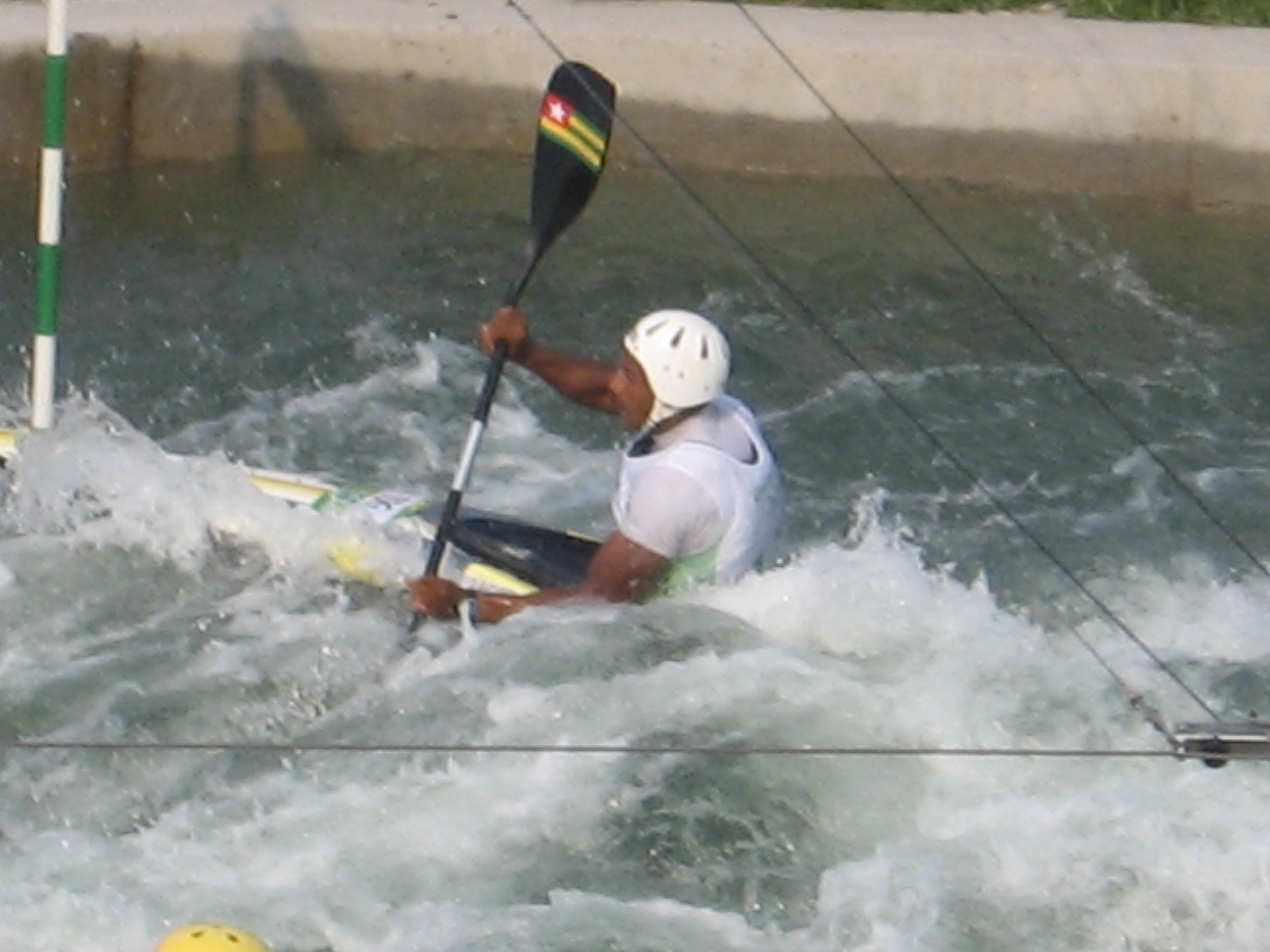
Бенжамен Букпети на Олимпийских играх 2008 года

## Медали
| Медаль | Спортсмен        | Спорт                       | Дисциплина                         |
| ------ | ---------------- | --------------------------- | ---------------------------------- |
|        | Бенжамен Букпети | Гребля на байдарках и каноэ | Слалом, байдарки-одиночки, мужчины |

## Гребля на байдарках и каноэ

### Гребной слалом
| Спортсмен        | Дисциплина                 | Отборочные | Отборочные | Отборочные | Отборочные | Отборочные | Отборочные | Полуфинал | Полуфинал | Финал | Финал | Итого  | Место |
| Спортсмен        | Дисциплина                 | Заплыв 1   | Место      | Заплыв 2   | Место      | Итого      | Место      | Время     | Место     | Время | Место | Итого  | Место |
| ---------------- | -------------------------- | ---------- | ---------- | ---------- | ---------- | ---------- | ---------- | --------- | --------- | ----- | ----- | ------ | ----- |
| Бенжамен Букпети | Байдарки-одиночки, мужчины | 90.17      | 20         | 82.09      | 1          | 172.26     | 8 кв.      | 86.08     | 1 кв.     | 87.37 | 3     | 173.45 |       |

## Дзюдо
Куами Саша Денаньо квалифицировался на Олимпийские игры 2008 года благодаря специальному приглашению Международной федерации дзюдо.
| Спортсмен          | Категория         | Отборочные                   | 1/16                       | 1/8       | Четвертьфиналы | Полуфиналы | 1-й дополнительный раунд   | Дополнительные четвертьфиналы | Дополнительные полуфиналы | Финал     |
| Спортсмен          | Категория         | Результат                    | Результат                  | Результат | Результат      | Результат  | Результат                  | Результат                     | Результат                 | Результат |
| ------------------ | ----------------- | ---------------------------- | -------------------------- | --------- | -------------- | ---------- | -------------------------- | ----------------------------- | ------------------------- | --------- |
| Куами Саша Денаньо | До 81 кг, мужчины | Шерали Бозоров В 00112-00101 | Роман Гонтюк П 00012-10101 | не прошёл | не прошёл      | не прошёл  | Марио Валлес П 00013-01001 | не прошёл                     | не прошёл                 | не прошёл |

## Лёгкая атлетика
| Спортсмен          | Дисциплина     | Квалификация | Квалификация | Полуфинал | Полуфинал | Финал     | Финал     |
| Спортсмен          | Дисциплина     | Время        | Место        | Время     | Место     | Время     | Место     |
| ------------------ | -------------- | ------------ | ------------ | --------- | --------- | --------- | --------- |
| Сандрин Тибо-Канни | 400 м, женщины | 54.16        | 7            | не прошла | не прошла | не прошла | не прошла |

## Теннис
| Спортсмен     | Дисциплина              | 1/32                      | 1/16      | 1/8       | 1/4       | 1/2       | Финал     |
| ------------- | ----------------------- | ------------------------- | --------- | --------- | --------- | --------- | --------- |
| Комлави Логло | Индивидуальный, мужчины | Кевин Андерсон П 3-6, 2-6 | не прошёл | не прошёл | не прошёл | не прошёл | не прошёл |